# Mal (Mauretanien)
Mal (arabisch مال) ist eine Gemeinde in der Verwaltungsregion Brakna von Mauretanien und Hauptstadt des Départements Mal.

## Geographie
Der Hauptort der Gemeinde Mal liegt 301 Kilometer südöstlich von Nouakchott auf etwa 72 m Meereshöhe im südlichen Zentrum des Landes südlich der mauretanischen Sahara in der Trockensavanne. Der Hauptort liegt an der Nordseite einer zwölf Kilometer langen und über 1000 Meter breiten Senke, die sich jahreszeitlich verschieden hoch mit Wasser füllt, dem Lac de Mâl.

## Bevölkerung
Die Bevölkerungszahl der Gemeinde hat in den Jahren 2000 bis 2023 von 20.488 auf 14.056 Einwohner abgenommen, verursacht durch die Errichtung der Orte Bourat, Elbatha und Lem Oudou als eigenständige Gemeinden. Der Hauptort Maal selbst hat 4.051 Einwohner (2023). Daneben gibt es noch 22 andere bewohnte Orte.